# Пентюрино
Пентюрино — деревня в Берёзовском районе Пермского края. Входит в состав Берёзовского сельского поселения.

## Географическое положение
Расположена на правом берегу реки Шаква (правый приток реки Сылва), к северу от райцентра, села Берёзовка.

## Население
| 2010 |
| ---- |
| 145  |

## Улицы
- Пентюрина ул.
- Шишкина ул.
- Центральная ул.
- Глюкина ул.

## Топографические карты
- Лист карты O-40-91 Усть-кишерть. Масштаб: 1 : 100 000. Состояние местности на 1980 год. Издание 1987 г.